# Кадри, Абделькахар
Абделькахар Кадри (араб. عبد القهار قادري‎; род. 24 июня 2000, El Hammamet, Alger, Алжир) — алжирский футболист, полузащитник клуба «Кортрейк». Выступал в национальной сборной Алжира.

## Карьера

### «Параду»
Воспитанник футбольной академии алжирского клуба «Параду». В июле 2019 года футболист присоединился к основной команде клуба, вместе с которой начал подготовку к сезону. Дебютировал за клуб футболист 15 августа 2019 года в матче против клуба «Бискра», выйдя на замену на 61 минуте. В сентябре 2019 года футболист вместе с клубом отправился на матчи Кубка Конфедерации КАФ. Дебютный матч нв турнире футболист сыграл 15 сентября 2019 года против тунисского клуба «Сфаксьен». Своим дебютным забитым голом за клуб футболист отличился 3 ноября 2019 года в матче против угандийского клуба «Кампала Сити Коунсил» в рамках африканского турнира. Дебютным забитым голом в алжирском чемпионате футболист отличился 16 декабря 2019 года в матче против клуба «Хуссейн Дей». По итогу сезона футболист вместе с клубом завершил чемпионат на итоговом десятом месте. На протяжении сезона футболист выступал за клуб в роли одного из основных игроков, отличившись 6 забитыми голами и 2 результативными передачами во всех турнирах.
В начале нового сезона футболист футболист продолжал восстанавливаться от травмы ноги, однако в начале декабря 2020 года уже находился в расположении основной команды. Первый матч в новом сезоне футболист сыграл 11 декабря 2020 года против клуба «МК Алжир», выйдя на замену на 60 минуте. Первыми результативными действиями за клуб футболист отличился 6 февраля 2021 года в матче против клуба «ВА Тлемсен», оформив дубль из голевых передач. Первым в сезоне забитым голом за клуб футболист отличился  4 мая 2021 года в матче против клуба «Релизан». По итогу сезона футболист вместе с клубом завершил чемпионат на итоговом одиннадцатом месте в турнирной таблице. На протяжении сезона футболист выступал за клуб в роли одного из ключевых игроков, отличившись 3 забитыми голами и 4 результативными передачами.

### «Кортрейк»

#### Сезон 2021/22
В августе 2021 года футболист перешёл в бельгийский клуб «Кортрейк», подписав пятилетний контракт. Дебютировал за клуб футболист 27 августа 2021 года в матче против клуба «Мехелен», выйдя на замену на 72 минуте, также отличившись своей первой результативной передачей. Дебютным забитым голом за клуб футболист отличился 27 октября 2021 года в матче Кубка Бельгии против клуба «Кнокке». Своим дебютным забитым голом в бельгийском чемпионате футболист отличился 5 февраля 2022 года в матче против клуба «Сент-Трюйден». По итогу сезона футболист вместе с клубом завершили чемпионат на итоговом тринадцатом месте. На протяжении сезона футболист выступал за клуб в роли одного из основных игроков, отличившись 2 забитыми голами и 5 результативными передачами во всех турнирах.

#### Сезон 2022/23
Первую половину нового сезона футболист пропустил из-за травмы колена, вернувшись в распоряжение клуба лишь под конец декабря 2022 года. Первый матч в новом сезоне футболист сыграл 20 декабря 2022 года в рамках Кубка Бельгии против клуба «Ауд-Хеверле Лёвен», выйдя на поле в стартовом составе. Первый матч в чемпионате футболист сыграл 26 декабря 2022 года против «Генка», выйдя на поле в стартовом составе. Первым забитым голом в сезоне футболист отличился 21 января 2023 года в матче против клуба «Мехелен». По итогу сезона футболист вместе с клубом завершил чемпионат на итоговом четырнадцатом месте. На протяжении сезона футболист выступал за клуб в роли одного из ключевых игроков, отличившись 4 забитыми голами и голевой передачей.

#### Сезон 2023/24
В начале нового сезона футболист был выбран вице-капитаном бельгийского клуба. Первый матч в новом сезоне футболист сыграл 30 июля 2023 года против клуба «Гент», выйдя на поле в стартовом составе и отличившись своим первым в сезоне забитым голом. Своим первым забитым дублем за клуб футболист отличился 3 марта 2024 года против клуба РВДМ47. По итогу сезона футболист вместе с клубом завершили чемпионат на итоговом предпоследнем месте в турнирной таблице, отправившись в раунд плей-офф за сохранение прописки в элитном дивизионе. В финале раунда плей-офф футболист вместе с клубом по сумме матчей победили клуб «Ломмел», сохранив прописку в чемпионате. На протяжении сезона футболист выступал за клуб в роли ключевого игрока, отличившись 6 забитыми голами и 4 результативными передачами.

#### Сезон 2024/25
Новый сезон футболист начал 28 июля 2024 года с матча против «Гента», выйдя неа замену на 70 минуте. Первым результативным действием за клуб в сезоне футболист отличился 4 августа 2024 года в матче против клуба «Серкль Брюгге», отдав голевую передачу. Первым забитым горлом за клуб футболист отличился 30 октября 2024 года в матче Кубка Бельгии против клуба «Локерен-Темсе». Первым забитым голом в чемпионате футболист отличился 15 февраля 2025 года в матче против клуба «Антверпен». По итогу сезона футболист вместе с клубом завершил чемпионат на итоговом предпоследнем месте, отправившись в стадию плей-офф за сохранение прописки. На стадии плей-офф футболист отличился высокой статистикой, отличавшись результативный действием почтив каждом матче, однако по итогу остановились на третьем месте, вылетев в Челленджер Про Лигу. На протяжении сезона футболист выступал за клуб в роли одного из ключевых игроков, отличившись 6 забитыми голами и 9 результативными передачами. 

## Международная карьера
Выступал за юношескую и молодёжную алжирские сборные. В мае 2022 года футболист получил вызов в национальную сборную Алжира. Дебютировал за сборную 12 июня 2022 года в товарищеском матче против сборной Ирана.